# Сборная блондинок Украины
«Сборная блондинок Украины» (укр. «Збірна білявок України») — украинская команда КВН, представляющая город Харьков. Полуфиналисты Премьер-лиги сезона-2010. Участники Высшей лиги сезона-2011. Наряду с командами «Сборная малых народов» и «Детективное агентство „Лунный свет“» является самой малочисленной по актёрскому составу командой, выступающей на высоком уровне.

## Состав команды
- Кобякова Дарья[укр.] — актриса, автор.
- Кристина Понунаева — актриса.
- Кирилл Мызгин — автор.
- Сергей Симанчук — автор, звукорежиссёр.

## История и достижения команды
До «Сборной блондинок Украины» участники команды играли в Высшей Украинской лиге за команду «Университет». После этого в 2008 году в этой же лиге появляется «Сборная блондинок Украины» — команда с оригинальным стилем выступлений и компактным составом (на сцене выступают всего два человека). В первый же год девушкам удалось завоевать определенную популярность у зрителей. Сезон-2009 команда вновь провела в Высшей Украинской лиге, а по результатам XXI Сочинского фестиваля КВН в феврале 2010 года, была приглашена в Премьер-лигу, где успешно прошла стадии 1/8 и 1/4 финала, выйдя в полуфинал. По ходу сезона в составе произошли изменения: вместо покинувшей КВН Надежды Ничепоренко в команде стала играть Кристина Понунаева, что было обыграно в четвертьфинальном приветствии.
Дебют «Сборной блондинок Украины» на Первом канале состоялся 27 июня 2010 года. В общей сложности в том году было показано три эфира с участием команды, а также выступление сборной Украины на «Открытом кубке КВН СНГ», посвященном 49-летию КВН, в состав которой были включены Дарья и Кристина.
В 2011 году «Сборная блондинок Украины» принимает участие в играх Высшей лиги КВН в составе сборной Украины. Решение об объединении «СБУ» с командами «Остров Крым» и «Винницкие перцы» было принято редакторами Высшей лиги, причем оно стало неожиданным для участниц команды. 19 марта сборная Украины, получившая имя «Интер.ua» (по названию украинского телеканала «Интер»), сыграла на стадии 1/8 финала, не прошла далее по баллам, но была приглашена в четвертьфинал дополнительным решением жюри. В следующей игре, состоявшейся 18 мая, украинская сборная заняла последнее место и в 1/2 финала не прошла.
В январе 2012 года команда не смогла приехать на традиционный сочинский фестиваль КВН, тем самым, пропуская весь сезон-2012. Однако, на своем сайте участницы команды пообещали вернуться в КВН. В сентябре 2012 года «Сборная блондинок Украины» приняла участие в Кубке Президента Украины, проведенном вместо сезона Высшей украинской лиги.

## Стиль выступлений
В своих выступлениях команда зачастую высмеивает стереотипы о привычках, образе жизни и интеллектуальных способностях блондинок, сознательно утрируя их.

## Факты
- В 2008 году «Сборная блондинок Украины» принимала участие в юрмальском фестивале «Голосящий КиВиН 2008», но её выступление было вырезано из телеверсии. Тем не менее, участниц команды можно увидеть на сцене во время общих песен в начале и конце записи фестиваля.
- В октябре 2010 года участницы команды приняли участие в украинском телешоу «Світлi голови».
- На портале «Tochka.net» в 2010—2011 годах выходило мини-шоу «Блондинки знают» с участием Дарьи и Кристины.
- Дарья Кобякова — дипломированный журналист и психолог, Кристина Понунаева — студентка факультета международных отношений, Сергей Симанчук — дипломированный эколог, ландшафтный дизайнер, Кирилл Мызгин — археолог, кандидат исторических наук, доцент университета.
- На сайте «Сборной блондинок Украины» участницы команды представлены как «спецагенты СБУ Дарья и Кристина» — проводится параллель со Службой безопасности Украины, также имеющей аббревиатуру «СБУ».
- Героиня телесериала «Солдаты» медсестра Даша Кобякова была названа в честь Дарьи из «Сборной блондинок Украины».
- В феврале 2012 года Дарья и Кристина выступили в шоу «Рассмеши комика», выиграв 10 000 гривен. Осенью того же года на повторном выступлении, они ушли после первой минуты с одной тысячей.
- В апреле 2012 года девушки из «СБУ» выступили в шоу «Comedy Баттл» как дуэт «ФСБ» — вновь была использована аналогия со спецслужбами.